# Pilea rufa
Pilea rufa är en nässelväxtart som först beskrevs av Olof Swartz, och fick sitt nu gällande namn av Hugh Algernon Weddell. Pilea rufa ingår i släktet pileor, och familjen nässelväxter. Utöver nominatformen finns också underarten P. r. microstipula.